# Diederich Hinrichsen
Diederich Hinrichsen (Nurembergue, 17 de fevereiro de 1939) é um matemático alemão, que trabalha na área da teoria geral de sistemas.

## Formação e carreira
Diederich Hinrichsen estudou matemática de 1958 a 1965 in Hamburgo.
Em 1966 obteve um doutorado na Universidade de Erlangen-Nuremberg, orientado por Heinz Bauer, com a tese Randintegrale und nukleare Funktionenräume. Sua principal área de pesquisas na época foi a teoria do potencial abstrata. Foi professor de matemática na Universidade de Bremen.
Após sua aposentadoria na Alemanha lecionou algum tempo na Universidade Carlos III de Madrid.

## Publicações selecionadas
- Mathematical Systems Theory, Springer, Heidelberg, 2005 (com A. J. Pritchard). (ISBN 978-3-540-44125-0)
- Advances in Mathematical Systems Theory. In Honor of Diederich Hinrichsen, Birkhäuser, Boston, 1999. (ISBN 0817641629)
- Control of Uncertain Systems. Progress in Systems & Control Theory, Birkhäuser, Boston, 1990 (com Bengt Martensson). (ISBN 0817634959)
- Feedback Control of Linear and Nonlinear Systems, Springer, Heidelberg, 1982 (com Alberto Isidori). (ISBN 3540117490)